# Кири Буба
Буба Икринский (Кири Буба; 1870-е, Икра, Кюринский округ, Дагестанская область, Российская империя — 1908 или 1913) — лезгинский абрек, один из самых известных кавказских абреков. Героический образ Бубы сохранился в фольклоре лезгинского народа.
В начале XX века действовал со своим отрядом в двадцать человек на Каспийском побережье Дагестанской области и Бакинской губернии.

## Биография
Абдуллах, более известный как Буба, родился в лезгинском селении Кири Кюринского округа Дагестанской области Российской империи, предположительно, в конце 1870-х годов. По другой версии дагестанского историка Марии Ризахановой, родился он несколько раньше. Согласно лезгинскому фольклору, об был из бедной семьи, подростком работал на скупого лавочника-старьёвщика. Однажды лавочник обидел Бубу и тот его ударом повалил на землю. За этим последовала череда жизненных эпизодов: отсидка в тюрьме, освобождение, ссылка в Сибирь за неповиновение властям. Он сбежал с каторги и ушёл в абречество.
Абрек сколотил вооружённый отряд себе подобных и начал борьбу с представителями власти и «богачами-притеснителями». Зоной его действий стала обширная территория — побережье Каспия от Махачкалы до Баку. Согласно источникам, Буба со своим отрядом в 20 человек обложил взносом каждый рыбный промысел, крупных садовладельцев и богатых купцов Дербента. Взнос был соразмерен их операциям и доходам. Благодаря поддержке местного населения он при необходимости мог за несколько дней увеличить численность отряда до 200 человек. Оружие и амуниция поставлялись отряду из городов. Для борьбы с абреками имперские войска проводили военные рейды и карательные операции, в округах содержались крупные отряды милиции и регулярных войск.
Абрек участвовал в общественной жизни населения — он запрещал суннитским женщинам ходить работать на промыслы к шиитам Дербента.
По данным южнокавказских историков Георгия Мамулии и Рамиза Абуталыбова, Буба был убит в 1907 году «в результате карательной операции, проведённой сформированным специально для борьбы с абреками отрядом пеших казаков-охотников под началом войскового старшины Вербицкого и всадников Конно-дагестанского полка под командой ротмистра Доногуева».

## В культуре
Как пишет лезгинский исследователь Мария Ризаханова, образ абрека сохранился в народной памяти лезгин, он представлен в множестве легенд, преданий, песен и рассказах. В них он представляется как герой, борец против завоевателей, отважный мститель и защитник обездоленных. В народных преданиях его действия предстают не как разбойничество, а как форма социального мщения и борьбы с привилегированным классом. Награбленные деньги он раздавал бедным.
Возлюбленной абрека предстаёт красавица из богатой семьи Шага (лезг. Шагъа). В фольклоре сохранился также рассказ о том, что Буба умер от рук мужа его возлюбленной. В четверостишье поётся, что «проклятая женщина из села Кутул» пригласила Бубу к себе в гости и дала ему яд.
Существует предание, что для совершения покушения его пригласили к столу в Дербенте. Еда была отравлена. Он вышел на улицу, ему было плохо от отравления, но он держался. Он сел на стул на улице и сидел с опущенной головой. Заговорщики выстрелили в него из винтовки, но боялись к нему подходить ещё 2 часа. Он все также находился на стуле. Рядом проходил мальчик. Убийцы дали ему конфету, чтобы он подошёл к Бубе и посмотрел, жив ли он. В итоге оказалось, что Буба был уже мёртв.
Стихотворения о Бубе опубликованы в различных сборниках лезгинских песен, о нём снят полнометражный художественный фильм.

## Галерея

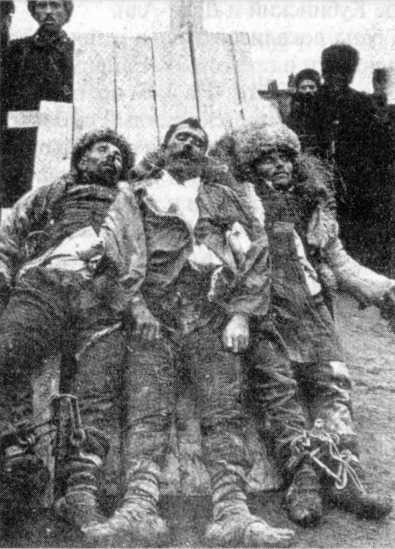
Убитый абрек Кири Буба (в центре) с товарищами. Осень 1913 года[12][13]. Фото из архива А. К. Аликберова[13].
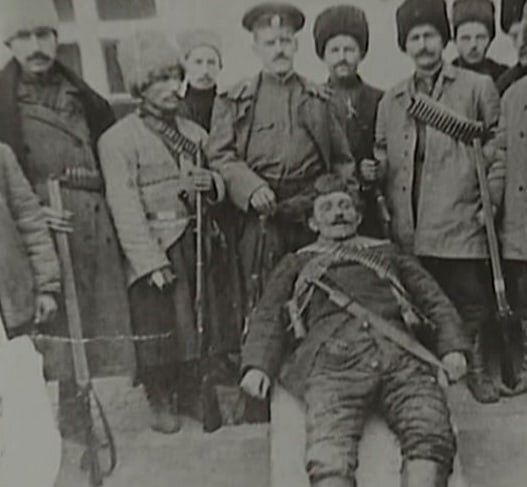
Тело абрека в окружении казаков. 1913 год.[источник не указан 212 дней]
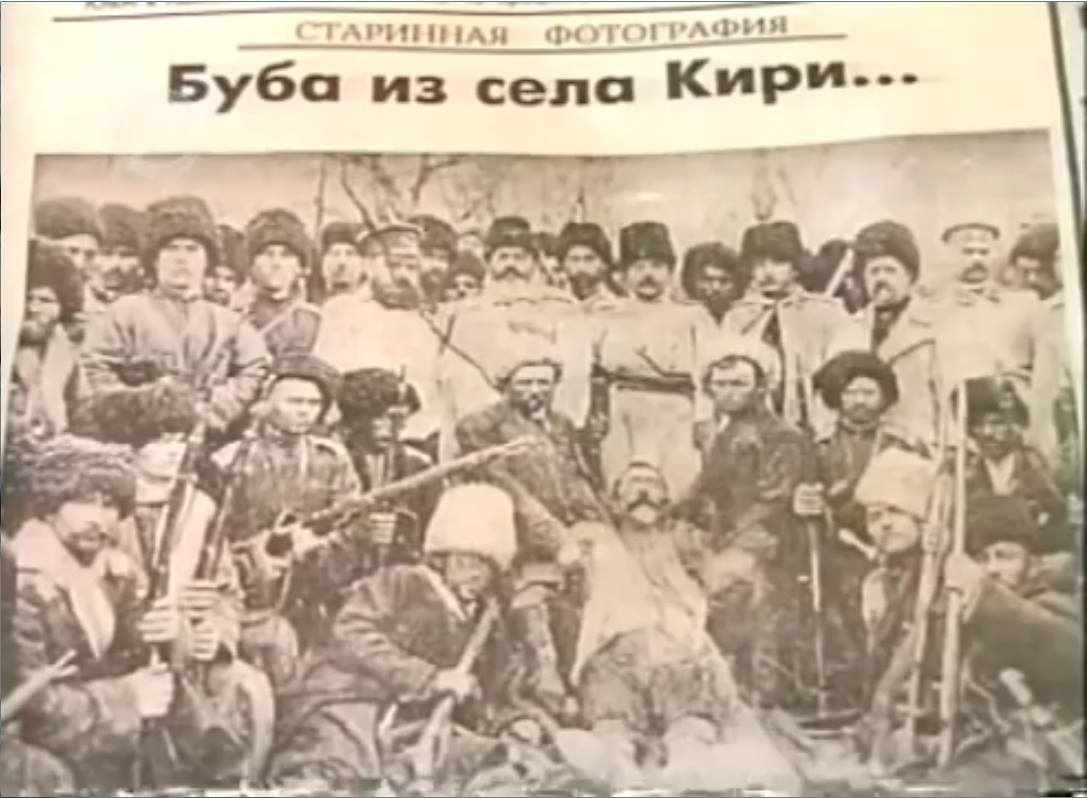
Буба из села Кири.
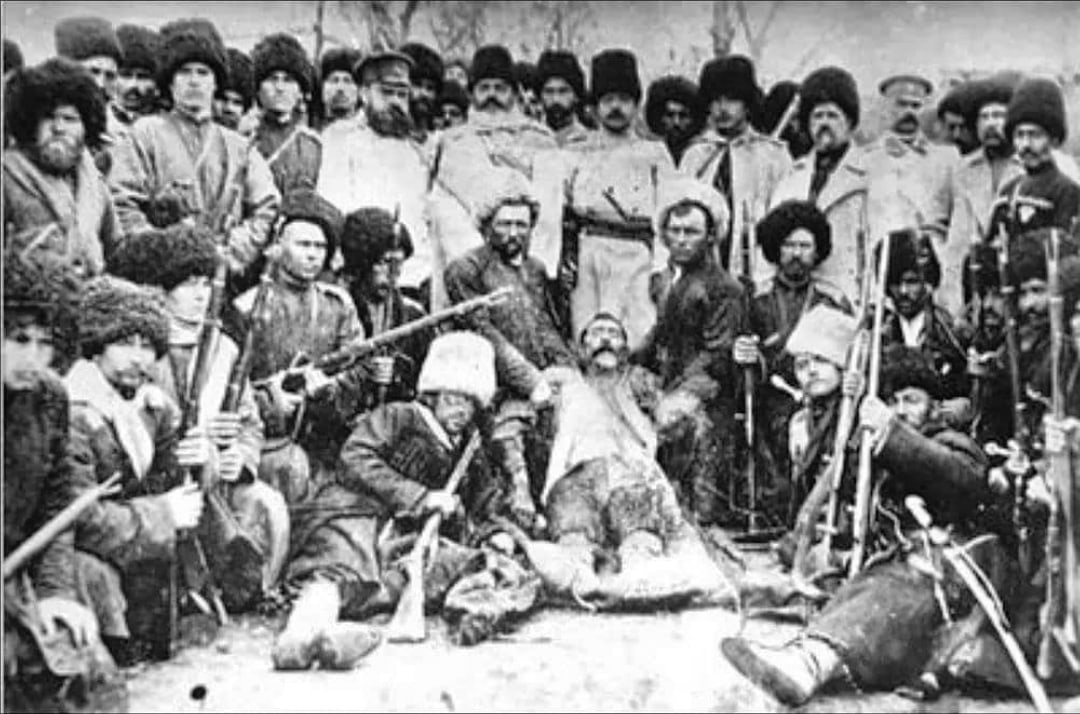
Убитый Кири Буба в Дербенте (Дагестан). 1913 год.[источник не указан 212 дней]
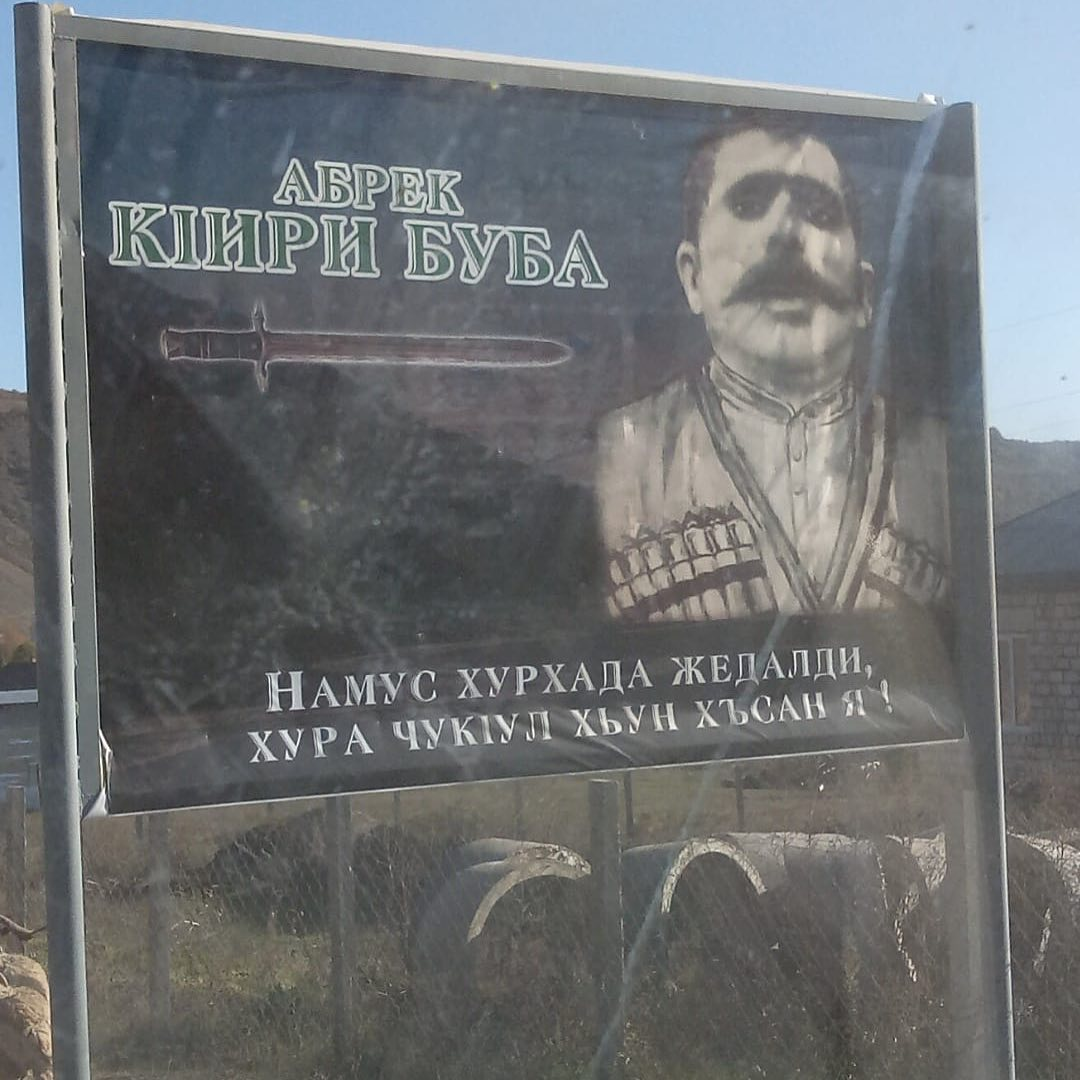
Плакат с абреком в селе Кири с цитатой: «Лучше нож в груди, чем честь в грязи